# 九龍寨城
九龍寨城（俗稱：九龍城、九龍城寨、九龍砦城、九龍城砦，簡稱：寨城、城寨）是一個位於香港九龍城的已拆卸社區。
九龍寨城由清朝政府於1847年擴建而成，是新安縣政府一個具戰略價值的軍事駐地。自1899年5月起，成為香港境內一座無政府狀態的飛地。1941年12月至1945年8月間曾短暫被日軍佔領，光復後又重回無政府狀態，之後成為世界上人口密度最高的地區。1987年，中华人民共和国政府與英國政府達成清拆寨城的協議。九龍寨城於1987年和1989年分兩期進行調遷，寨城內的居民除少數接受特惠賠償或選擇購買居屋外，絕大多數均遷入觀塘區佐敦谷的彩霞邨。1991年起，九龍寨城正式清拆，直至1994年清拆結束。遺址改建成九龍寨城公園，並於1995年12月啟用。

## 地理
九龍寨城原來的面積達70畝地（約47,000平方公尺），而其東南部本是九龍灣西北海岸，即今天的太子道東一帶。但隨著其後啟德機場的興建而變成一個內陸地區。在香港日佔時期，因為城牆的拆除，周邊一帶后來都被劃作英屬香港的九龍城發展區，而令寨城的範圍進一步收窄至賈炳達道以北，在衙門一帶約只有2畝半地大的地方，使當地的居民在後期建樓房也只能在該範圍興建。

## 歷史

### 建立初期

#### 宋朝至清初
宋朝時期，當時朝廷在尖沙咀與茶果嶺之間一帶設立名叫官富場的鹽場，其旁設「官富寨」，並派遣鹽官管理及駐軍保護。至1370年（洪武三年），明朝政府把官富巡檢司衙署設於九龍寨城的位置。
1661年至1664年（順治十八年至康熙三年）間，九龍村沿海村民被強逼遷入內地。1669年（康熙八年）康熙皇帝親政後，允許沿海居民進行展界擴邊，當時為加強海防而“因界設守”，即在重要的地點駐紮守兵，設置21座墩台，其中獅子嶺上設九龍墩台。當時九龍村駐兵七十三名，由把總領導。1682年（康熙廿一年）裁兵時，九龍墩台改為九龍汛。

#### 九龍寨的建立
嘉慶年間，為了對抗海盜的威脅，兩廣總督百齡與提督錢夢虎建議把康熙年間設在佛堂門的炮台，移至九龍城（時稱九龍寨），並以勸捐形式在九龍寨附近興建。至1810年（嘉慶十五年），海盜張保仔已經投降，新安縣屬各地區的海盜均已平靖，而九龍炮台在翌年才完工。炮台原址位於九龍灣旁的海濱處（約今天沙浦道近太子道交界）。
1839年（道光十九年），鴉片戰爭醞釀爆發，因九龍寨炮台的軍事地位十分重要，當時的兩廣總督林則徐和水師提督關天培商議，將駐守大鵬灣的大鵬所城內的參將，連同大鵬營內的軍隊和水師船隻都調到九龍寨駐守，守衛附近一帶海域。同年9月4日（農曆七月廿七日），大鵬營參將賴恩爵調來九龍兩個月就與義律開戰，在旬日之內接仗大小六次，俱係全勝。道光皇帝論功行賞，升賴恩爵為副將，而九龍寨（大鵬營）的守將亦升格為大鵬協副將。

#### 九龍寨城的修築及運作
英人在鴉片戰爭後正式佔領香港島，在英人的壓力下，於鴉片戰爭期間建成的尖沙嘴懲膺炮台及官涌臨衝炮台，被迫拆卸和炸毀。至1843年（道光二十三年）6月，耆英以欽差大臣身份到香港與港督砵甸乍商議通商章程時，發現必須制止當時中國帆船運送物資到香港時乘機走私洋貨入內地，以及處理附近海面的海盜。耆英回到廣州與文武官員商討對策後，奏請將原設南頭附近的官富巡檢司遷至九龍寨，名字也相應改為「九龍巡檢司」，以便官員在九龍一帶檢查所有進出香港的帆船，於是九龍寨就有大鵬協副將及九龍巡檢司駐守。耆英在翌年3月接任兩廣總督後，於1845年（道光二十五年）11月再次訪港，以解決英國歸還舟山問題，並於次年再次上奏請道光帝在九龍寨築城駐守。得到北京批准後，耆英便自行在粵地酬集捐獻築城，並於1847年（道光二十七年）建成寨城。同年，寨城內營辦龍津義學
九龍寨城擴建完成後，初期駐兵二百五十人，主要維持附近海域的治安及確保航運的安全。清政府派駐寨城的官員，除與港英政府保持聯絡及交換有關海盜活動的情報外，也派遣人員長駐港島，打聽港府的內情。
太平天國運動期間，惠州天地會羅亞添乘勢率領客籍群眾起事，於1854年（咸豐四年）8月19日攻佔九龍寨城，駐寨清兵紛紛逃匿。後這群客籍人士逃離九龍，轉移目標攻打大鵬城。大鵬協副將張玉堂聘請英屬香港的僱傭兵協助，與新安縣知縣黃光周等率兵於8月31日攻入九龍寨城並斬30多人，最終在翌月正式收復寨城。
1856年（咸豐六年），英國以「亞羅號事件」為藉口，發動了第二次鴉片戰爭。其後因發生舉人陳芝亭率鄉勇往九龍進行抗英活動，港督寶靈遂於次年4月21日派遣英軍二百人，渡海襲擊九龍寨城，並劫持張玉堂到香港談判，其後放回。

#### 九龍城稅關的設立
1868年（同治七年），兩廣總督瑞麟宣佈在九龍邊界東西兩面以及澳門設立六處厘卡，向運送鴉片的木船徵收厘金，同時派出緝私船到港澳附近海面巡邏緝私。清政府為免海關總稅務司赫德干預，命瑞麟於1871年（同治十年）6月，在廣東海面設常關稅卡並與厘卡合併。1872年（同治十二年），清廷九龍汛衙門在寨城外的龍津渡碼頭設立海關稅廠。同一年，香港政府宣布再次禁賭，不少賭場因而遷移到九龍寨城繼續經營，導致由香港前往城內的賭客及洋人日多。為加強海關緝私及應付訪客，1873年（同治十三年）於九龍炮台東側增築龍津石橋，並在兩年後完成。
之後，中方官員將龍津渡碼頭海關的責任與營運，轉移予經營碼頭公秤及慈善事業的九龍各鄉殷商；至1880年（光緒六年）正式成立慈善機構九龍樂善堂。1887年（光緒十三年），九龍城的海關連同香港外圍另外三處稅廠由中國海關豁下新設的九龍關接管。

#### 英佔新界後成為飛地
1898年（光緒二十四年），九龍以北的新界按《展拓香港界址專條》成為英國向中國租借的殖民地，九龍巡檢司被裁撤。但在清朝外交官力爭下，九龍寨城仍歸清廷管轄，由广州府新安縣大鵬協左營駐防，作为清朝官員辦公場所，地位約等於現代的領事館，而龍津石橋則留與中國官民使用，並議定「中國兵商各船、渡艇任便往來停泊，且便城內官民任便行走」。當時，九龍寨城內有人口744人，其中駐軍佔544人，其他居民為軍人的從屬人員。
- 《中英北京條約》附圖，於「Proposed Boundary」（即界限街位置）西端標有「九龍炮台」，九龍寨城位於「Kowloon Fort」標記右方雙圈處
- 展示19世紀中期九龍寨城狀況的模型
- 《展拓香港界址專條》附圖，九龍寨城位於圖中「九龍」下之方形標記
- 九龍寨城城門
- 1898年的九龍寨城，圖中央為接官亭，亭前通道連接龍津石橋延伸出海

### 成為三不管地带

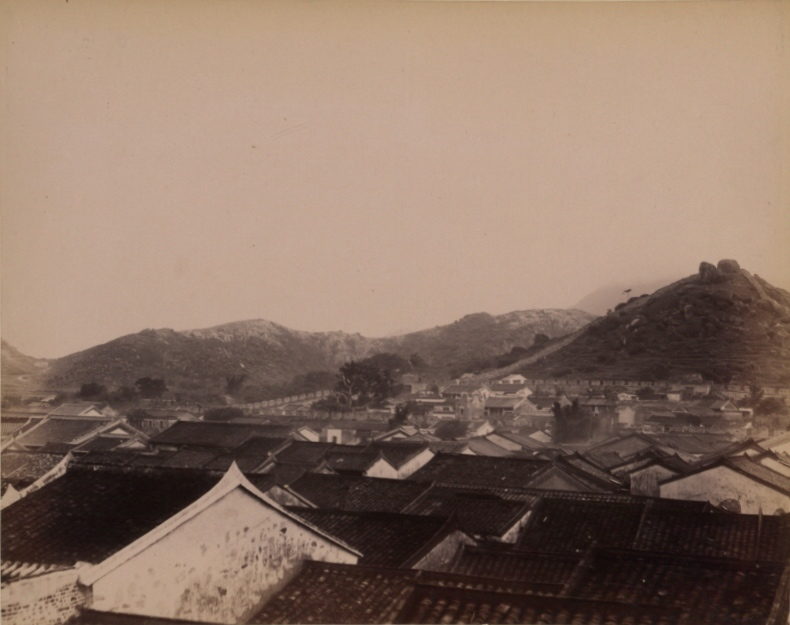
自寨城南門外回望城寨，可見延至白鶴山的石圍牆（1898年）

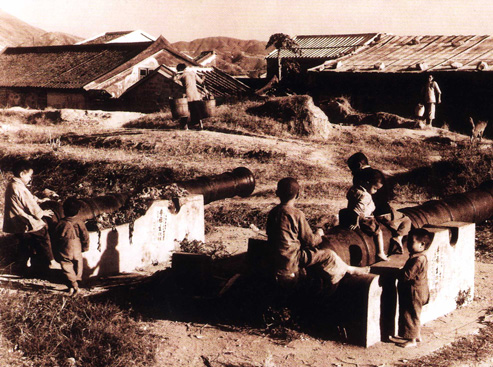
20世紀初寨城狀況，可見兒童在廢棄炮台上玩耍

根據《展拓香港界址專條》，由1898年7月1日起英國將租借九龍界限街以北、深圳河以南地方及附近逾200個離島，為期99年。在港英政府調查情況以準備接管新界期間，新界部分原居民担心各大氏族的风水及土地权益受损，在前景不明之下，部分鄉民以屏山鄧氏為首反抗英國接收新界，並於1899年4月與英軍发生冲突。香港政府接收新界後，与新界各大氏族達成和解；政府亦尽量维持现状，尊重新界居民的风俗习惯和权益，以新界當地的士紳管理新界。
事件平息後，英國政府認為冲突是由駐守寨城內的新安縣官員策劃，違反《專條》中的「不得與保衛香港之武備有所妨礙」，港督卜力遂指示駐港英軍司令加士居少將，在同年5月16日派遣皇家威爾斯火槍隊和100名炮兵義勇軍攻入寨城，將城內官員及軍隊全數驅趕，設於此地的中國稅關因此同告關閉。清廷總理各國事務衙門於5月22日發緊急電報予英國外交部，抗議英國出兵攻擊九龍寨城，要求對方立刻撤軍。英國政府仍舊派軍駐守於九龍寨城。

12月27日，英國通過《九龍城樞密院令》（KOWLOON CITY ORDER IN COUNCIL），藉「中國官員在九龍城行使管轄權已被發現抵觸了保衛香港的軍事要求」為由：
...the exercise of jurisdiction by the Chinese officials in the City of Kowloon having been found to be inconsistent with the military requirements for the defence of Hongkong...
《樞密院令》下達三條命令，其中第二條提到「特此宣佈，對於《專條》所述的租期內，九龍城為香港的重要組成部分，與原來殖民地的組成部分實際上同樣。」：
The City of Kowloon shall be, and the same is hereby declared to be, for the term of the lease in the said Convention mentioned, part and parcel of Her Majesty's Colony of Hongkong, in like manner and for all intents and purposes as if it had originally formed part of the said Colony.
1900年，李鴻章前往廣州就任兩廣總督時途經香港，與港督卜力就此問題進行交涉，其表示清政府絕不會放棄對九龍城的主權和治權，並指英國應遵守簽訂了的條約。鑑於清政府不斷向英國施壓和抗議，明確重申擁有九龍城的主權，英方覺得再佔據九龍寨城意义不大，在英官員權衡後，終決定下令英軍撤出九龍城，即使英方仍堅持該土地屬「殖民地的重要組成部分」，但卻未有把英國法律延伸至九龍城，直接管治；清廷則堅持對九龍城的合法管轄權，但直到宣統退位都沒有足夠國力可恢復統治九龍城。九龍城遂成為非常特殊的三不管地帶。
九龍城寨到1904年之時，寨內無人居住。港英政府在1900年代初便允許教會（聖公會聖三一堂）租用城寨內的建築物設立濟貧院（「廣蔭院」）及義學。

### 1920年代至二戰前
1920年代，港府開始在九龍灣進行大規模填海，又興建連接九龍城與旺角及油麻地的公路。至1930年，九龍塘城市花園的計劃宣告完成，在吸收與城市化部分九龍城的村落的同時，亦吸引了從其他地區遷移到九龍城的寮屋居民。1933年6月，港府為了改善城寨的衞生情況，宣佈以換地賠屋的辦法，以1934年12月末為限，要求九龍城寨的原居民遷往狗虱嶺（今慈雲山山腳一帶），並計劃之後把寨城原址改建為公園。由於狗虱嶺離九龍城頗遠，居民不願遷往。港府在1936年讓步，允許原居民遷往隔坑以及九龍城、侯王廟附近和竹園等地；又提供距城寨西北約四分一哩的土地，讓城寨非原居民興建居所，並給予搬遷費。但最後有二十餘戶拒絕遷出，並直接向國民政府投訴。
國民政府新任駐兩廣外交特派專員刁作謙對港英政府態度強硬，而且在未通報港府下派遣秘書凌士芬到九龍城寨實地調查，又自行發表對城寨的看法和計劃，引起港督郝德傑不滿，在雙方對立之下更多居民拒絕遷出。至1937年7月，英國殖民地部決定授權港督以武力驅趕城寨的拒遷居民，港府遂於1940年再次以衞生為理由拆遷城寨，夷平寨內民居，只保留龍津義校、一間安老院和一間曾姓的古老大屋。由於當時國民政府正進行全面抗戰，因此再無暇顧及城寨事宜。

### 日軍佔領
1941年日軍攻佔香港。在1942至1945年間，日軍為了擴建啟德機場及修築啟德明渠，拆毀了全部城牆並填埋了龍津石橋及九龍城碼頭。日本投降後，露宿者開始在九龍寨城聚居。

### 二戰後至中華人民共和國成立前
二戰香港重光後英國恢復香港殖民管治，1946年9月，香港警察執勤時踢死了一名九龍城的華人小販，引起居民抗議示威，港府施以武力鎮壓。寨城居民向南京國民政府投訴，國民政府向英國提出抗議，並聲明新界雖有租約存在，中國卻仍擁有寨城的主權。港府於9月中回應說九龍城已成為香港的一部分，主權隸屬於英國。
1947年，時任寶安縣長林子俠向中華民國外交部駐兩廣特派員郭德華建議恢復九龍城設治，並設民選鎮長，同時為承認港九為永久割讓地以向英國示好，在城內設「中華民國駐香港總領事館」，但均遭港府拒絕。11月17日，港府限令寨城居民於兩星期內拆去所有屋宇，自行遷出，並重申在寨城內享有管治權。12月2日，郭德華與港督葛量洪會談，重申中華民國擁有九龍寨城主權:8465。12月5日，中華民國外交部重申未放棄九龍城立場:8466。

#### 九龍事件
1948年1月5日，香港政府派大批軍警武裝進入九龍城，拆除民房70餘間，並拘捕二人:8483。時任國民政府主席（同年5月就任中華民國總統）蔣中正令外交部提出抗議，嚴正交涉:53。1月6日，中華民國外交部就九龍城中國居民2,000餘人遭香港軍警驅逐事向英國駐華大使施諦文提出抗議，並表示中國政府已經要求英國大使通知香港政府，停止現正採用之舉動:8484。而寶安縣縣長王啟俊在1948年1月7日更與縣參議會議長等人親臨寨城巡視，宣示主權。1月8日，中華民國外交部再為九龍事件向施諦文提出抗議，強調中國政府對九龍寨城擁有轄權；監察院監察委員開談話會，決定致函中國外交部敦促立即查明真相，切實與港英當局交涉:8486。
1月10日，香港政府就九龍事件發表聲明，稱「九龍城之整個拆遷問題，完全為有關殖民地內部之行政事宜」。1月12日，廣州學生放火焚燒沙面的英國駐廣州總領事館。廣東省政府主席宋子文亦與英方交涉，拒絕英人在寨城權利。中華民國外交部次長葉公超經香港到廣州處理九龍事件，在逗留香港期間親自與葛量洪交涉。:8487:8488在寶安縣政府支持下，「寶安縣九龍城居民福利會」成功抵抗香港政府入城整頓，寨城居民見港府再無後續行動，紛紛回去重建房屋。
中英兩國在外交上進行重重角力，但此時國共內戰已進入決戰階段，雙方均希望盡快穩定局面，在幾經磋商後互作讓步。最後兩國同意把寨城改建為紀念公園，由雙方各派一人管理。未幾國民黨在內戰中失利，寨城問題再度擱置。

### 無政府狀態

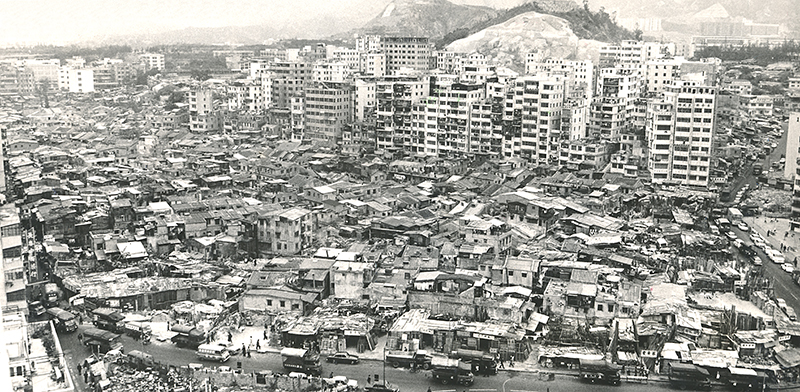
1972年九龍寨城及旁邊西頭村

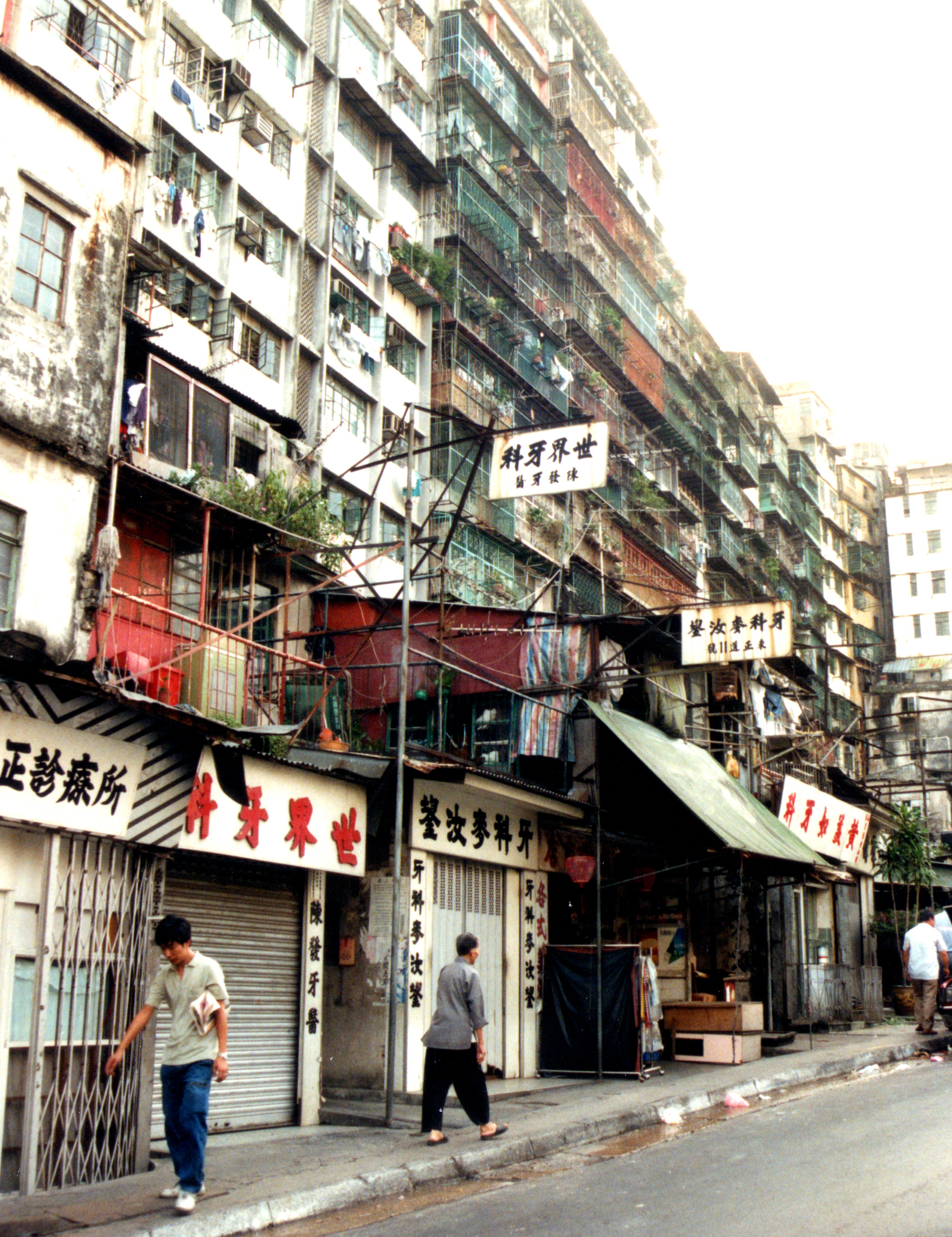
九龍寨城的牙醫診所（1991年）

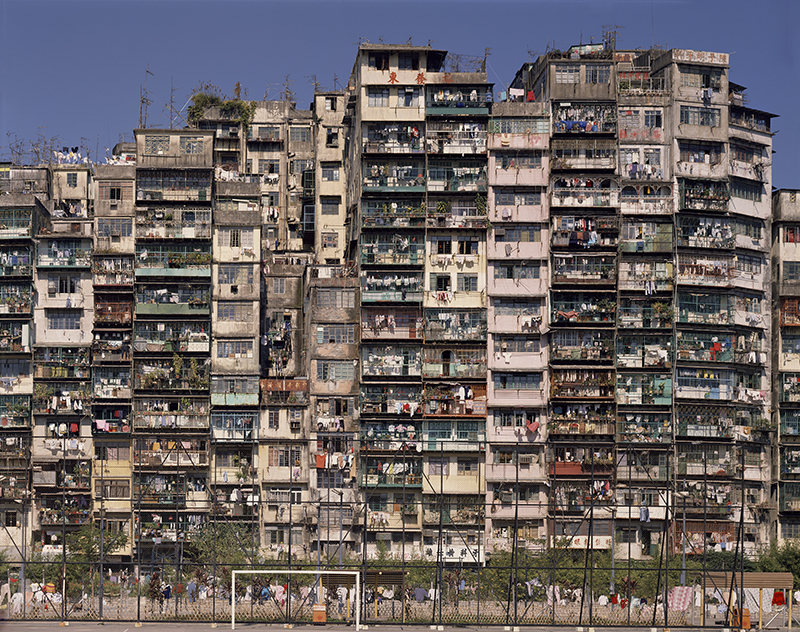
從遠處看九龍寨城南面（1993年）

由於皇家香港警察以至港英政府都無權進入，在當時高速發展成国际化大都会的香港，九龍寨城漸漸成了收納罪惡溫床的貧民窟，更有以「三不管地帶」——香港政府不敢管、英國政府不想管、中國政府不能管來形容當地複雜的管轄問題。
1949年中華人民共和國成立後，以為香港包括九龍城寨和澳門是歷史遺留下來的問題，將在適當的時機給予解決，目前只能維持現狀。與此同時，大批難民自內戰開始就從華南地區湧入香港並聚居於寨城。港英政府不管制此處，寨城為三合會活躍地帶，成為黃、賭、毒的溫床。妓院、賭檔、鴉片煙館、海洛因館、狗肉餐廳等四處林立。
1959年，寨城發生了一宗命案，中英兩國政府互相推卸處理刑事案件的責任。此外，由於香港政府並不承認寨城醫生的資格，寨城成為了無牌西醫、無牌牙醫及中醫診所和仿冒品販賣點的集中地。
1961年，香港政府不堪其擾，徙置事務處擬收回九龍寨城、西頭村及東頭平房區以興建徙置區（即今日的美東邨），但因中國政府反對而作罷；及後，幾經轉折下，美東邨延至1974年才在附近落成，但僅建成第6座。
1963年1月17日，港英政府再次試圖清拆寨城，但中华人民共和国外交部约见英国驻华外交代办嘉雅，对港英当局拆除九龙寨城内居民住房一事提交抗议照会。郑重提出，九龙寨城是中国领土，管辖权属于中国，历史上一向如此，请英国政府责成港英当局立即撤销拆迁九龙寨城的决定，并停止任何有关拆迁的行动。1月21日，英国政府复照中国政府，暂停拆迁行动。
1973至1974年，香港政府派出逾3,000名警察強行進入寨城，意圖剷除寨城內的黑社會勢力，但寨城依然「絕地再生」，鋼筋水泥房屋如雨後春筍般建成，非法擴建、违建嚴重，立體的貧民窟在一塊地上突出，街道狹窄如走廊，各種奇怪店家皆有，成為都市奇景。居民由自己挖的井取水，搭配上八條公家水管的自來水。
至1980年代初期，寨城的建築由於完全未經都市計畫，導致環境衞生惡劣，光線昏暗，犯罪率也遠比香港平均數字高得多。
由於九龍寨城從理論上說，屬於中國的外飛地，因此寨城貧民設立了一個沒有實際權力的「九龍城代表大會」，意圖跟中國靠攏。雖然名義上好像有中國背景，不過實際上是貧民自發的自治組織，沒被中共承認，也不受中共控制，只是用以強調九龍寨城不是英國殖民地。

### 改建公園
隨著時間流逝，寨城内的罪案率有所下降。然而，無論是英國和中國政府，都發現寨城的現狀越來越難以忍受。1984年12月，中英兩國簽訂《中英聯合聲明》處理香港問題，1987年兩國共同決定拆掉寨城，遷徙居民。1987年1月14日，英國政府與中國政府達成拆除寨城的協議，並於原址改建公園。而公園亦盡量保留寨城一些原有的建築物及特色。
寨城在1991年開始清拆前，曾經讓藝人成龍拍攝電影《重案組》，並容許一群日本探索家以一星期時間描繪寨城地圖。寨城清拆工程於1994年4月完成，香港政府將原址改建為公園。原本計劃名為「九龍城寨公園」，因為其原稱「九龍寨城」早已完全失傳，但拆除期間得到老居民的指引，古物古蹟辦事處將一些遺跡發掘了出來，並糅合在公園的設計中或予以保存為展品，以供遊人觀賞。公園其後正式定名為「九龍寨城公園」，並於1995年12月啟用。
整個發掘工作的最大收穫是兩塊於寨城南門（寨城正門）出土的花崗岩石額，分別刻有「南門」及「九龍寨城」字樣。其他的遺跡還包括寨城城牆殘存的牆基、東南兩門的牆基、一條沿寨城內牆建築的排水溝及旁邊的石板街。其餘的文物就有三座炮、石樑、對聯及柱礎等亦被一一保留下來。第二次世界大戰期間，民眾為免石額被日軍破壞，將之拆下埋於寨城內泥土中。政府將公園改名為九龍寨城公園。
- 改建後的九龍寨城公園
- 九龍寨城公園內的「南門懷古」遺跡，包括寨城城牆殘存的牆基、排水溝、城門石板街道、戰後樓宇地基，還有刻有「南門」和「九龍寨城」字樣的花崗岩石額
- 公園南門放有拆除前的九龍寨城立體模型和日本探索家可兒弘明及其團隊繪製的橫切面圖
- 展示九龍寨城拆除前樣貌的模型

### 發放補償金
1987年，政府宣布清拆九龍城寨後，表示有3.3萬居民受到影響。合資格者可獲公屋安置，或獲得比公平市值高三倍的補償金等。一名74歲居民曾經獲政府發放補償金，不過30多年後因失業和病痛，積蓄耗盡。他其後透過社工申請公屋，但房委會以他曾接受補償金為由，拒絕他的申請。居民在2023年7月10日入稟提司法覆核，要求法庭頒令相關政策違憲，要求房委會重新考慮其申請。

## 政治
由於英國在1898年提出租借新界地區時並沒有把九龍寨城劃入租借範圍，而雖然其後英國曾經對寨城進行過多次進攻，但多次都無功而返。滿清政府以及其後的中華民國政府都沒有表示要放棄寨城主權，因此法律上寨城一直都是中國的外飛地。而香港政府又多次無法取得寨城管治權，使寨城成為一個無政府狀態的無主地地帶。
1945年，在寨城重光後，曾設「寶安縣九龍城居民福利會」，隸屬廣東寶安縣；中華人民共和國成立後，所有的事務都是由「城寨福利會」管理，而該組織聲稱寨城屬於中國，但中國政府所推行的政策幾乎不會對寨城有任何影響。
寨城的政制大致上沿用《大清律例》，而香港於1971年廢除大清律例後雖然也有跟隨，但也不完全跟隨外面香港的法例，例如寨城內并不受香港《猫狗条例》中对于食狗肉的管制；買賣房屋沒有地契，只靠「福利會」作見證。
隨著1987年中英雙方同意拆除寨城，寨城的「政權」於1993年隨著拆除工程的完成而結束，並劃入香港，屬九龍城區。
「九龍皇帝」曾灶財整理祖先遺物時，發現九龍部份土地（九龍城）被割讓給英國之前，曾獲御賜為他祖先的食邑（封地）。香港成為英國屬地後，他們卻不再是九龍的地主。曾氏不滿政府「霸佔」其土地，故開始四處稟狀，經常在家附近塗鴉「宣示主權」。

## 人口
九龍寨城早期人口只在零和幾百之間波動，第二次世界大戰完結後不久，人口卻穩步增長。然而，此後大部分的寨城人口信息並沒有被準確地記錄。港英政府人口普查估計寨城的人口為1971年的10,004人，及1981年的14,617人，但這些數字被普遍認為是太低。在另一方面，非正式的估計，經常誤將鄰近的西頭村木屋村計入寨城人口中。但許多報導稱，寨城擁有高達50,000人。
政府在1987年做的一個徹底的調查得出更清晰的數據：估計有33,000人在寨城居住。以寨城面積0.026平方公里推算，人口密度為每平方公里1,269,230人，屬於全世界人口密度最高的地方，澳門黑沙環（2017年每平方公里170,953人）的7倍多，全港人口密度最高的地方旺角（每平方公里130,000人）的9倍多。

## 寨城内外建筑
另參見本條目「拆除後保留的建築」部分。

### 二戰前建築

#### 官署及軍事設施
包括大鵬協副將及九龍巡檢司的官署各一所，俗稱衙門。另有士兵營房、火葯倉、軍械庫等建築物十多座。

#### 城牆
始建於1846年（道光二十六年）11月25日，起初建議修建「石城一座，周圍一百八十丈，高連垛牆一丈八尺，內東、西、南三面城牆厚一丈四尺，北面城牆厚七尺。後山（即白鶴山）建粗石圍牆一道，長一百七十丈，高八尺，厚三尺。......城樓四座，堆房六間......。另拆修原九龍炮台一座。」在興建過程中，部分城牆的高度及厚度因應地勢略有增加。
整項工程於1847年5月31日完成，城牆用花崗石條構築，有六座瞭望台和四道城門，以南門為正門。城東、南、西三面牆上置炮三十二門，北牆因依山而建，故沒有安放大炮的需要。正門嵌有石刻，上書直排四行，上款記年份為「道光二十七年季春月穀旦」（1847年）；下款記有立匾時的兩廣總督耆英、廣東巡撫黃恩彤和廣東水師提督賴恩爵（獲封「呼爾察圖巴圖魯」）：
廣東巡撫部院黃
太子少保兩廣閣督部堂宗室耆　　　　　　立
廣東全省水師提督軍門呼爾察圖巴圖魯賴
至1898年港英政府準備接管新界前夕，由輔政司駱克全面考察新租借地。駱克於8月初率調查團前往包括九龍城在內的「新界」，並於同年10月將調查結果寫成《香港殖民地展拓地報告書》送呈英國政府，當中對寨城建築有以下描述：
九龍（寨城）位於離海岸四分之一英哩處，由一座建於一八四七年的城牆包圍，幾乎就像一個平行四邊形，長闊為七百英呎及四百英呎，面積六點五英畝。花崗岩建成的城牆頂寬十五英呎，平均高度為十三英呎。牆上有六個哨樓，目前被佔用為民居；兩個木製城門鑲有鐵板……。
英軍驅逐寨城內的清朝官兵後，城牆日久失修，至1940年已經崩塌。殘餘的石牆最終在1943年被日軍完全拆除，用作填海擴建啟德機場。

#### 龍津石橋
龍津石橋建於1873年，1875年完工落成，全長200米，寬2.6米，分為南、北兩段，以花崗石建成，是當時全港最長和最堅固的石碼頭。橋柱共21條。其後因海泥淤積，1892年以木材加建至300米，橋頭作丁字形，成為九龍寨城東門與海岸連接的登岸碼頭，龍津橋在靠岸一端築有接官亭，以迎接派駐九龍寨城衙門的官員。龍津石橋經歷多次改建，在香港日佔時期因擴建啟德機場而被埋。2008年，經考古專家發掘，終找到1875年龍津橋、上下船平台、碼頭石墩、接官亭墻基基石、上下船平台、1930年代九龍城碼頭水泥墩、木質防撞柱及梯級。政府在2021年開始建造龍津石橋保育長廊進行保育，預計將於2025-2026年落成。

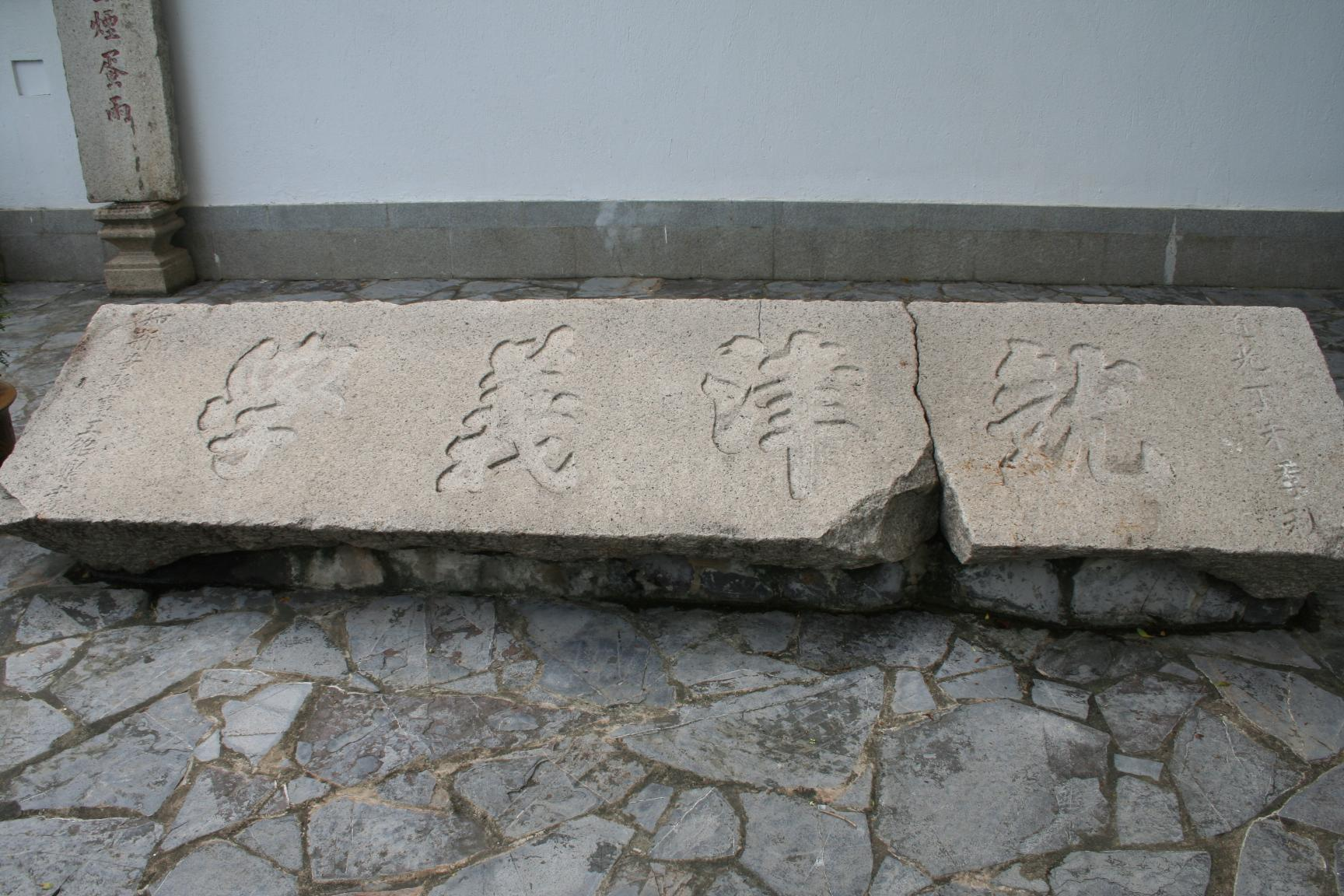
保存公園內的「龍津義學」石刻

#### 龍津義學
龍津義學是九龍寨城最古老以及最有名的建築之一。義學由九龍司巡檢許文深、副將鵬年、通判顧炳章、大令喬應庚等官員合捐，於清道光廿七年（1847年）開辦，跟九龍寨城同期建成。其建築結構一如古時的貢院，門前有走廊，兩邊有大石柱，門前有石刻，上面刻有當時新安縣知縣王銘鼎所題的「龍津義學」四字，大門兩旁有門聯（页面存档备份，存于），上下兩聯第三字嵌有「龍津」二字：

其猶龍乎，卜他年鯉化蛟騰，盡洗蠻煙疍雨；

是知津也！愿從此源尋流溯，平分蘇海韓潮。

義學最初兼作鄉公所使用，作商討所有九龍司事務的場地。及後城寨官員撤走，該處義學一度廢棄，在1900至1905年被用作土地法院辦公室。民國之後，義學由附近居民改成小學，名為「九龍城公立高初兩等義學」。1940年，由於寨城城牆已塌，香港政府以衛生為理由清拆寨城房屋，當時只有廣蔭院和龍津義學沒被清拆。直到1950年代寨城大火，龍津義學被燒毁。到了1970年代，開始有地產商在寨城發展，龍津義學因而改建成「義學大樓」。

#### 龍津賭坊
龍津賭坊是九龍寨城裡最大以及最有名的賭坊。

#### 惜字亭
於咸豐九年（1859年）由當時的大鵬協副將張玉堂在九龍寨城內建立，教人敬惜字紙。

#### 二聖廟、武帝廟
位於寨城衙門旁邊。香港聖公會第一位華人牧師鄺日修主理聖三一堂後，於寨城衙門正院開設貧窮院，收容女性老人和兒童。為方便男性信眾聽道，在1907年向港英政府租得「二聖廟」和「武帝廟」開設講堂，稱為「天國救道堂」。
天國救道堂可容納百多人聚會，每星期三晚有祈禱會，採佈道形式，歡迎坊眾參加，並於每年農曆正月初一至初八日，舉行連續性的佈道會。

#### 聖保羅小學（天國學校）
聖公會聖三一堂在開辦「天國救道堂」的同時，亦於1906年將九龍寨城內的九龍司衙門改為平民義學，並命名為「聖保羅小學」。學校主要以教育貧苦兒童為主。其規模雖小，但吸引了來自香港島和新界的學生前來就讀。1922年起改名為「天國學校」（又稱「天國義學」），並一直營運至1936年。這所學校位處於老人街附近。

### 二戰後建築

#### 天后廟
九龍城的天后廟，據說原位於臨海的打鼓嶺道岸邊，後來因填海工程而遷至今日九龍城街巿的位置。二戰時天后廟被毀，天后像遂被坊眾搬入九龍城寨，並在城寨內重建天后廟。至1994年天后廟與城寨一同被清拆，天后像被存放於打鼓嶺道的九龍城天后會內供奉。
城寨被清拆前的天后廟街和天后廟後街因位於天后廟附近而得名。

## 拆除前城内街道

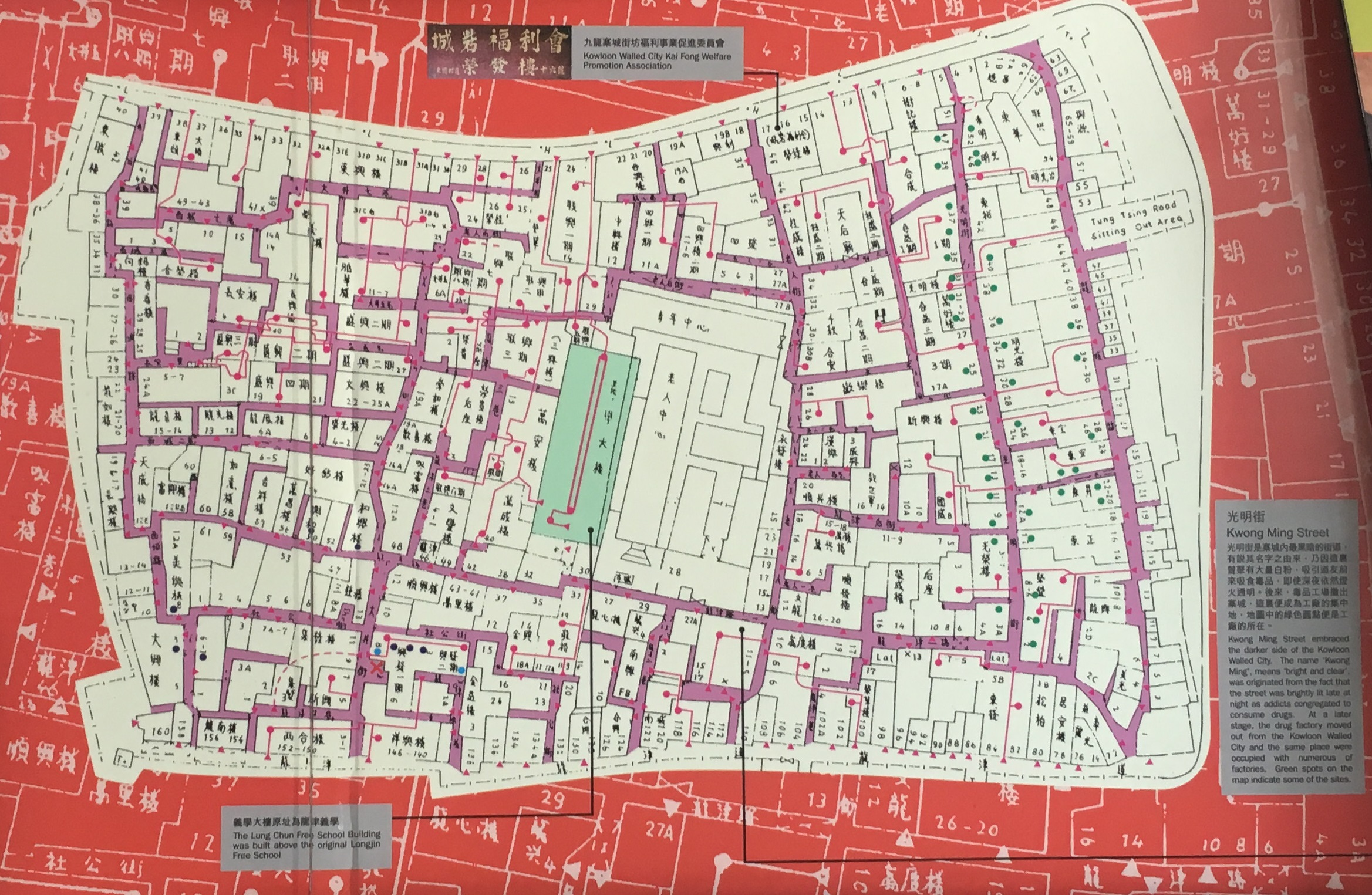
城寨福利會於1980年代所製的街道圖，顯示寨城內的大廈和街道名稱，現複印在寨城公園展館內

九龍寨城雖然只有6.5英畝（26,000平方米）的面積，卻有多達20-30條街，可以算得上世界上同面積小城中最多街巷者。寨城主要街道分南北同東西兩邊方向的大街大路，在這些大街大路再分很多小路出來。

### 東西向大路

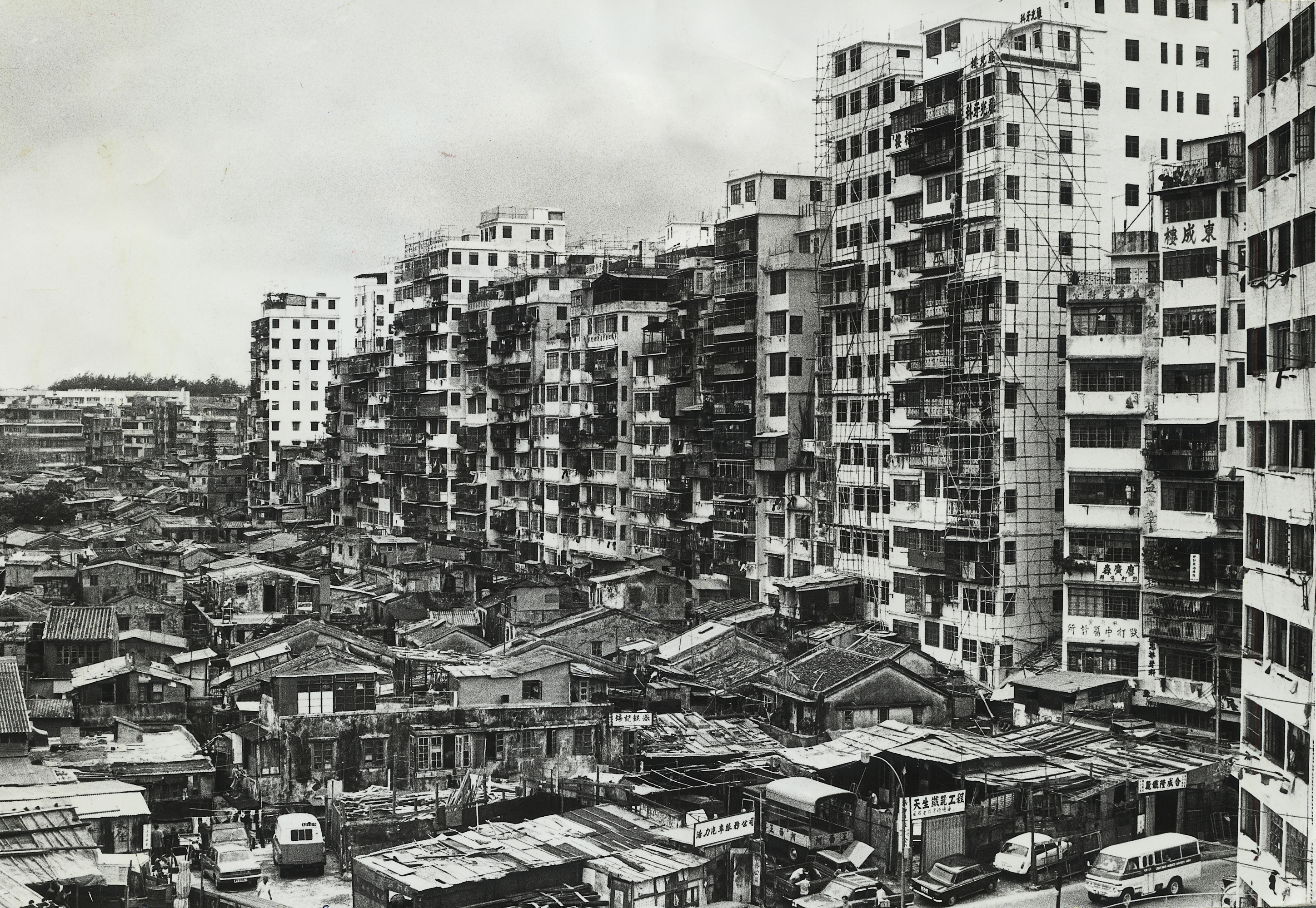
1975年寨城南面，包括龍津道的入口，當時建築已接近14層高的限制（左為西頭村）

#### 龍津路
龍津路 (Lung Chun Avenue) 分別有6條街：龍津後街、龍津一巷、龍津二巷、龍津三巷、龍津尾巷、龍津橫巷，而在廣東省有很多城市都有龍津路。
所有龍津路都有一個特點，就是它一定對凖城門口的津樑，因為龍津意思是「聚龍通津」，就是指城門同城門津樑。
以前在九龍寨城確實有一個津樑，而且是由風水師看準，找出最好的所謂龍氣位而定。龍津路亦是九龍寨城内，最古老的街道。

#### 龍津道

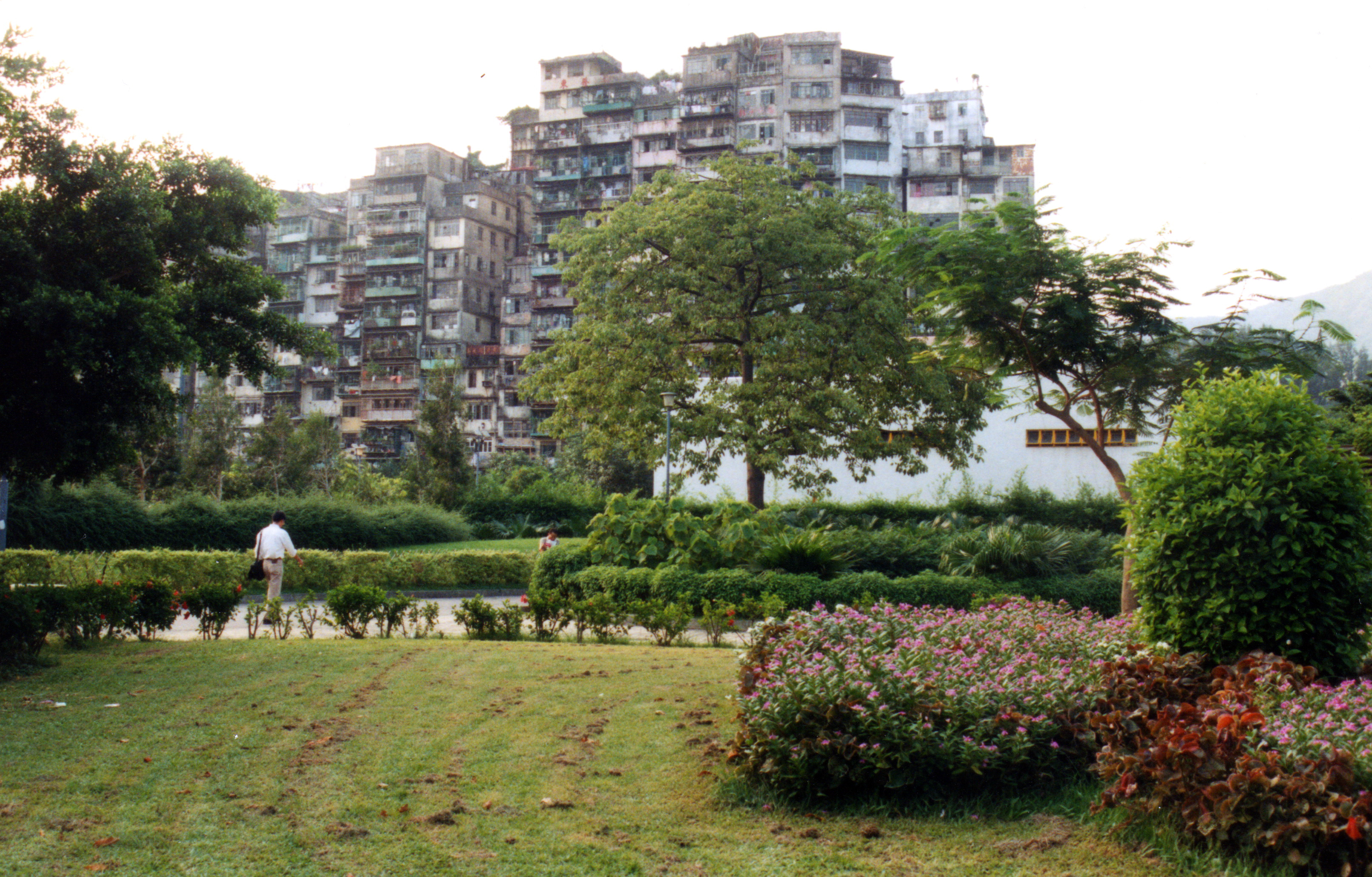
賈炳達道公園望寨城南面（1991年）

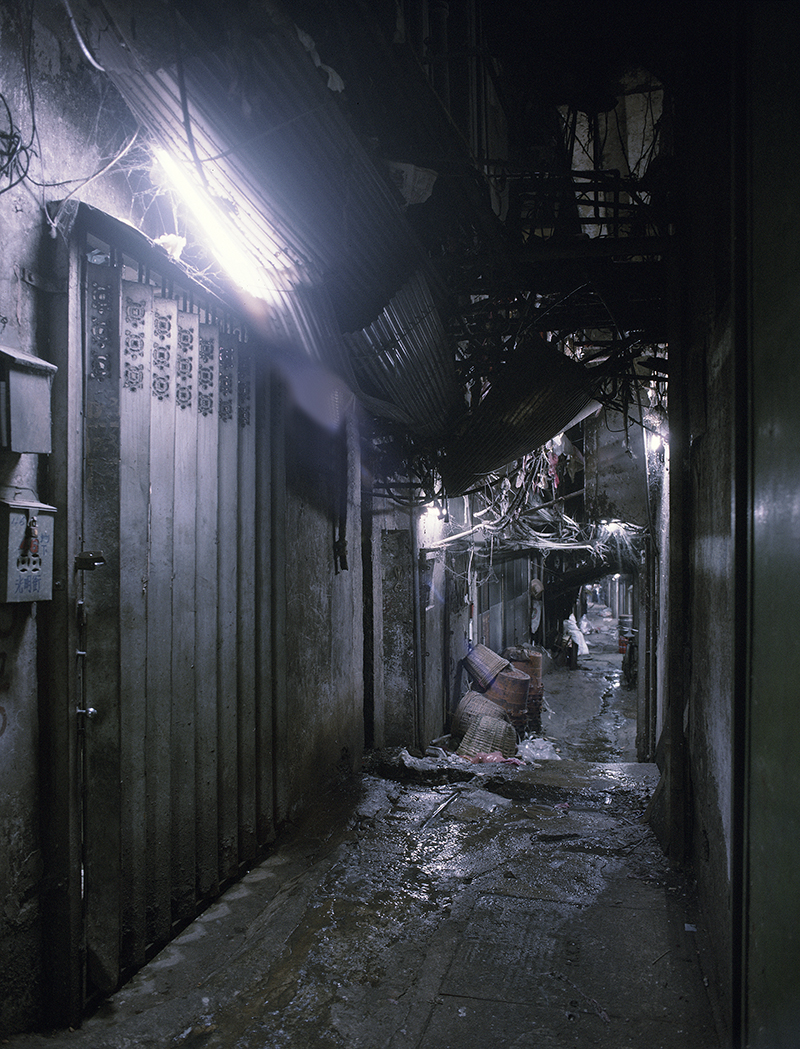
寨城大路以外樓宇之間的小路

龍津道是寨城城牆被拆之後，城内居民在原來南面的城基的兩旁建樓，樓與樓的中間就變成一條路，稱作龍津道。
它在1951年形成，以前最盛行的色情場所、賭場、毒品分銷中心都聚集在這裡，經營的人希望這條路能聚龍通津，因此命名。
這裡以前還有麻雀館、牌九檔、番攤館、狗肉食堂和煙館。

### 南北向大路

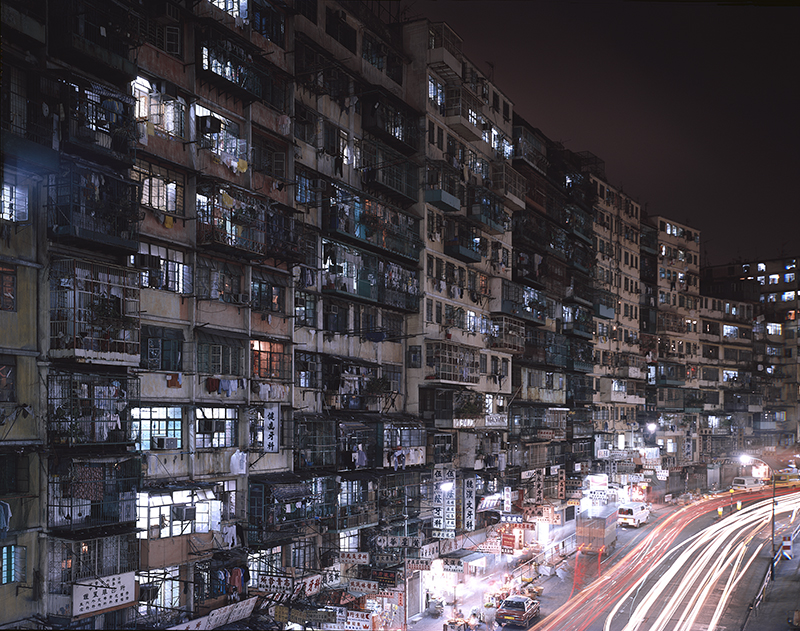
寨城北面外東頭村道夜景

#### 龍城路
龍城路（Lung Shing Road）分支出來有三條街巷：龍城一巷、龍城二巷、龍城三巷。它是和九龍寨城外的東正道平行的一條路，它北面的路口就是對正東頭村道南邊的人行道上，而南面的入口卻十分隱蔽，因為它正好在龍津道和龍津路之間，又夾著益華樓和東南樓，正好在三岔路口上，如果自寨城外望進去，龍城路就正好被龍津路同龍津道隔著。
寨城居民就將這條路稱作龍城路，作為九龍寨城的代表，龍城就是九龍寨城的簡稱。

#### 光明街
光明街 (Kwong Ming Street) 分支出來的街巷有三條：光明一巷、光明二巷、光明三巷。它以前兩旁都是石屋以及寮屋，由於這裡有很多毒品店鋪，這些店鋪都點很多蠟燭，給吸毒者認路，所以滿街都是點燃的蠟燭，人們就稱這條街為光明街。此外因為吸毒者稱吸毒為「充電」，所以這些毒品店鋪就稱爲「電台」。
不過後來這裡已經完全沒有毒品店鋪，全部改為食品生產，其中最大的有好幾間製造魚蛋的工場，另外還有一些做豬紅、砵仔糕、燒豬和燒鴨的工場等。但其食物的衛生情況，不容樂觀。

#### 老人街
老人街（Lo Yan Street）分支出來的街巷有六條：老人街一巷、老人街二巷、老人三巷、老人後街、老人橫巷、老人後巷。它的南面進口處在龍津道112號和114號之間，這條街大約在1950年代初期形成，因爲20年代有基督教團體把前九龍巡檢司衙門那裏作爲老人院，然後居民圍繞老人院建造很多村屋，所以居民稱這條街為老人街，不過後來老人院改為青少年活動中心。
由於老人院是由衙門改建，所以老人街有很多古蹟，其中兩尊嘉慶七年的古炮最具有代表性，老人院建築風格亦可以看得出有衙門的特色。這條老人街亦是寨城内唯一能看到太陽的地方。那間老人院是在1993年政府拆除寨城時唯一保留的建築，由於以前曾用作「九龍巡檢司衙門」，因而被列為法定古蹟。

#### 大井街
大井街（Tai Chang Street）分支出來的街巷有五條：大井三巷、大井四巷、大井五巷、大井六巷、大井七巷。它算得上寨城内其中一條最老的街，還沒有寨城的時候就已經有這條街。大井街因為有一個大井而得名，而這個井在以前是整個寨城最主要的食水來源。不過到了1920-30年代，因為霍亂肆虐，而井又是有最多霍亂菌的地方之一，因此全港很多的井都要封掉，不過大井街的那個井到了1950年代才被封閉，然後開始改為用城外的八條水管供水。

#### 西城路
西城路（West City Road）分支出來的街巷有七條：西城橫巷、西城二巷、西城三巷、西城四巷、西城五巷、西城六巷、西城七巷。它是寨城内唯一一條意譯為英文名稱的道路。顧名思義，西城路之所以稱爲西城，是因為這裡位於舊日城寨西邊城基的邊綫。這裡有很多僭建的寮屋，很多人去到九龍寨城，第一眼看到的就是這些建築。

### 其他街道

#### 社公街
社公街（Si Kung Street）社公街的命名，是因為街上有一座社壇之故。社壇是供奉社稷之神的神壇，俗稱“社公”。在建屋列居之後，居民因街上有社公神位，因而命名為社公街。

#### 長安里和長興里
長興里和長安里都是西城路的兩條獨立命名的小巷。
長安里位於西城二巷和西城三巷之間，它本是大井四巷的一部分，由於這裡後來興建了一幢高樓，發展商命名為長安大廈，因此這一段原屬大井四巷的小巷，便名為長安里，是一條進入長安大廈去的小巷。
長興里位於西城路的西段，它原是從前西頭村長興里的一段。西頭村拆遷後，便剩下這一段長興里，它的位置在西城路、長樂樓與龍如樓之間。

#### 天后廟街和天后廟後街
天后廟街位於城寨北區，因天后廟位於此街的正中地帶而得名。
由於移居城寨的人口日益增加，於是在天后廟旁邊不斷建成屋宇，形成一條狹窄的街巷通往光明巷。因它是天后廟街的橫街，而名為天后廟後街。

#### 義學巷
義學巷的命名是因為它從前位於龍津義學後面，龍津義學是城寨內一所社區性質的學校。

## 拆除後保留的建築

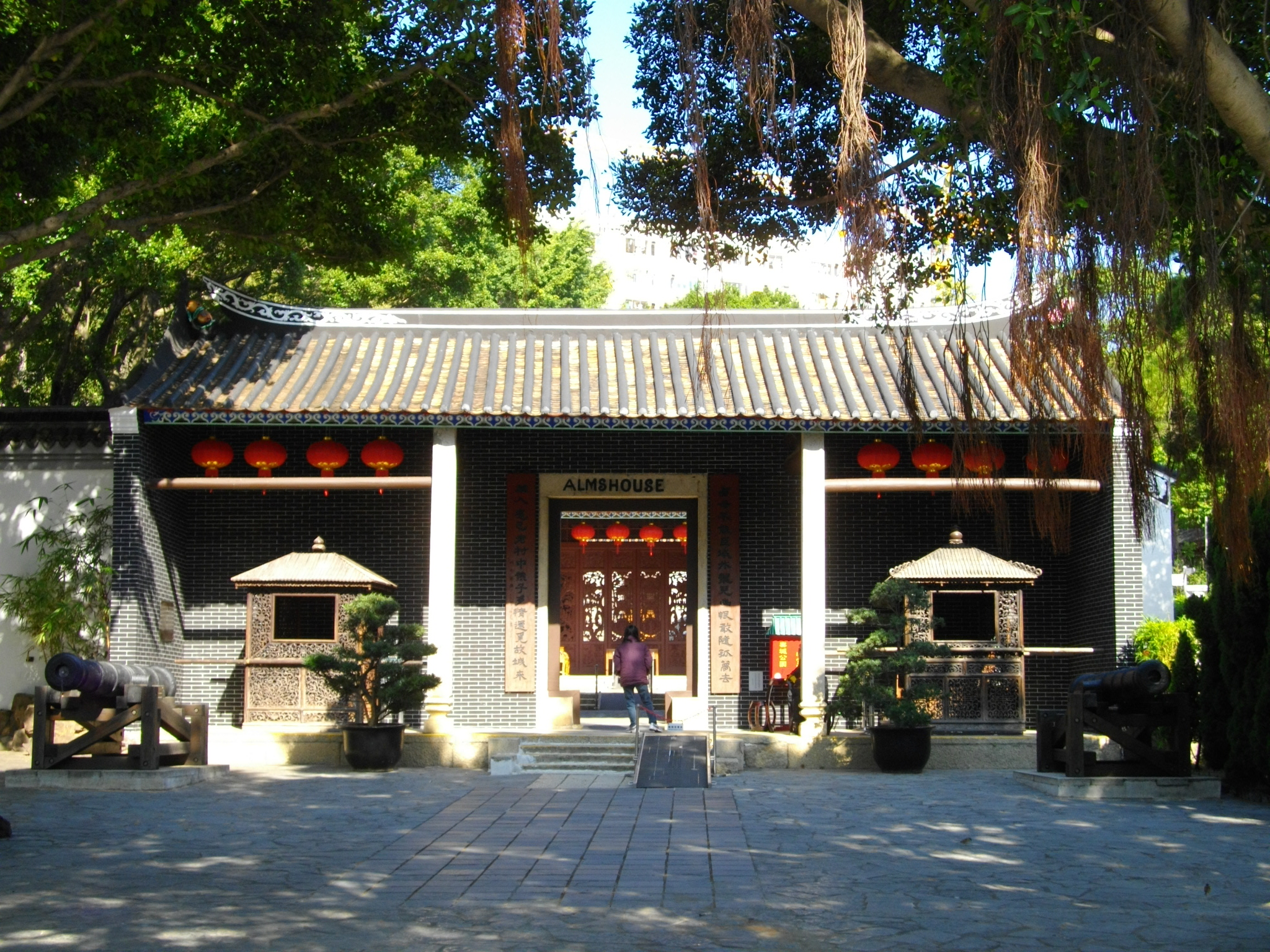
1847年建成的衙門

### 衙府
衙府現存留在九龍寨城公園的中央，是唯一得以保留的清朝建築。建於1847年，作大鵬協府及九龍巡檢司衙署所在地。建築風格為三進四廂的南方建築物，牆身及柱礎用青磚及麻石建造，而屋頂樑架則為傳統木材結構，上鋪素燒的筒瓦和布瓦。
自1899年駐軍撤離寨城後，衙門曾被用作多種慈善用途，其中包括用作安立間教會（聖公會聖三一堂）開辦的窮人院（「廣蔭院」，用作收容貧苦無依的長者）、老人院、寡婦和孤兒收容所、義學、診所及在最後於寨城（除衙門）清拆前作為老人中心。，也是寨城中心少數沒有向上擴建的所在地。衙門門前上方刻有「ALMSHOUSE」（即「廣蔭院」）字樣，經修葺後成為寨城公園八景之一。現被列為香港法定古蹟。

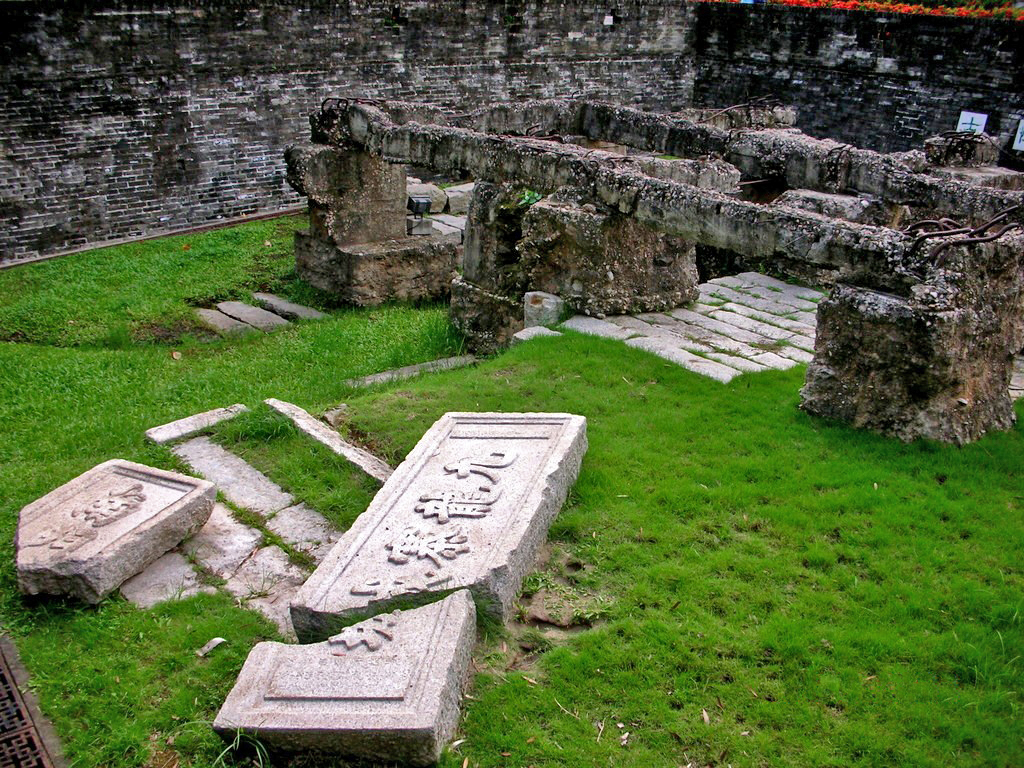
南門遺址的花崗岩石額及鋼筋

### 南門遺址
香港政府在1994年四月清拆寨城內樓宇時，在南門原址發掘了分別刻有「南門」及「九龍寨城」的花崗岩石額，相信是居民二戰時知道日軍入侵而埋藏於泥土下。此外，城牆殘存的牆基、一條沿內牆建造的排水溝及旁邊的石板街亦先後出土。當年樓宇的鋼筋水泥亦留於遺址中。整個南門遺址已列為法定古蹟。

## 影響和文化描寫
由於驚人的超高住宅密度，漫無目的的都市發展，各式不法店家的興起，九龍寨城的影像與人物故事太多，加上香港在西方的影響力，使得這個人造奇觀廣為世界所知，從有關建築、文化和社會現象中，散見於世界各地的作品和記述，知名文化人類學家可兒弘明曾對此進行深入研究，其他例子有日本Warehouse 遊樂場、《師父·明白了》、《銀河鐵道物語》、《攻殼機動隊》、《銀翼殺手》、《閃靈奪還屋》、《莎木II》、《九龍風水傳》/《九龍風水傳VR》、《City of Darkness》、《功夫》、《城寨英雄》、《追龍》、《九龍城寨之圍城》及「Vertical City」建築概念。

### City of Darkness: Life in Kowloon Walled City
加拿大攝影師格雷格‧吉拉德（Greg Girard）和英國建築師林保賢（Ian Lambot）於1993年合著出版之書籍，2015年翻譯成中文版《黑暗之城：九龍城寨的日與夜》。

### Warehouse

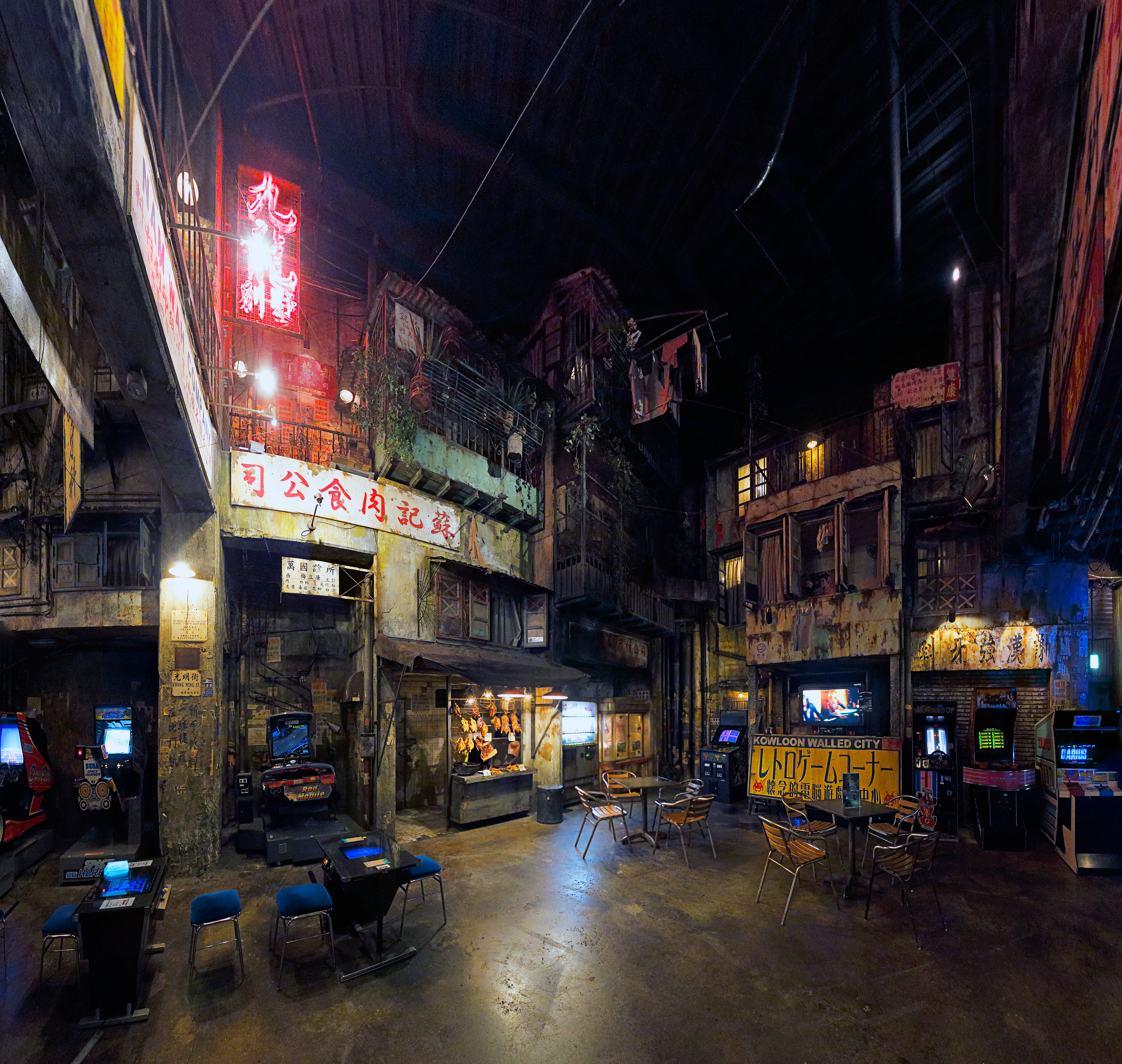
Cyber Kowloon Walled City

位於日本神奈川縣川崎市日進町一座名為 Warehouse 的室內遊樂場的設計布局仿照了九龍寨城，樓宇外圍標示「城寨Style」的骯髒甩色牆紙，入口大門標示「歡迎光臨」的正體字，旁邊則有幾個塊海報的展示牌。內裡則重新建造殘舊不堪的街道與密密麻麻的建築物，設於一及二樓，不但設有破爛的舊式招牌，還有生鏽的捲閘和電梯門，廁所牆壁亦有剝落，加上配以廣東話的街市喧鬧背景音樂。場內設有1990年代的舊式遊戲機及扭蛋等不同遊樂設施。三樓至五樓的環境則回復「正常」，設有現代化網吧、漫畫店及按摩椅等。該家Warehouse于2005年12月开业，營運者是曾經僑居香港的埼玉市議會議員吉田一郎；已於2019年11月17日結束營業。

### 九龙寨城题材作品

#### 電影
- 《白粉雙雄》（1978年，第一部在九龍城寨實地拍攝的電影）
- 《城寨出來者》（1982年，被視爲最全面展現九龍城寨實地面貌的電影）
- 《A計劃》（1983年）
- 《省港旗兵》（1984年）
- 《阿飛正傳》（1990年）
- 《跛豪》（1991年）
- 《重案組》（1993年，最後一部在九龍城寨實地拍攝的電影）
- 《O記三合會檔案》（1999年）
- 《功夫》（2004年，電影中的主要場景－豬籠城寨影射九龍城寨）
- 《鬼域》（2006年）
- 《大嫂》（2007年）
- 《三不管》（2008年）
- 《葉問：終極一戰》（2013年）
- 《陀地驅魔人》（2015年）
- 《毒。誡》（2017年）
- 《追龍》（2017年）
- 《葉問之九龍城寨》（2019年）
- 《九龍城寨之圍城》（2024年）

#### 電視劇
- 《香城浪子》（1982年）
- 《情逆三世緣》（2013年）
- 《城寨英雄》（2016年）

#### 小說
- 《九龍城寨》（2008年）
- 《誤宮大廈》（2008年）

#### 漫畫
- 《九龍城寨》、《九龍城寨2》（余詠良原作的香港漫畫）
- 《金田一少年之事件簿》之「香港九龍財寶殺人事件」（2012年）
- 《九龍大眾浪漫》（2019年）

#### 輕小說
- 《間諜教室》（2021年，輕小說系列第5卷《「愚人」愛爾娜》的主要地點「龍衝」參照英國治下的香港，其中場景「龍魂城寨」參照九龍城寨）

#### 遊戲
- 《莎木II》（2001年，Dreamcast遊戲）
- 《數碼寶貝-APP獸》（2016年，數碼寶貝動畫系列第七作，當中的「賽博九龍」參照九龍城）
- 《CAGE 籠》（一款PC平台的3D电子角色扮演游戏劇情解謎探險遊戲，暫時未有預定推出日期）
- 《決勝時刻：黑色行動》（2010年，由Treyarch製作的第一人稱射擊遊戲，梅森的同僚哈得遜和威弗爾在香港九龍城寨找到了克拉克博士並開始拷問他）
- 《南瓜先生2 九龍城寨》（2019年，Steam平台橫向捲軸獨立遊戲，系列中第二作）
- 《港詭實錄》（2020年，Steam平台第一人稱恐怖冒險獨立遊戲）
- 《Kowloon Walled City》（2022年，由香港元宇宙遊戲工作室INDEX GAME製作的The Sandbox元宇宙第三人稱動作冒險獨立遊戲）
- 《浪貓》（2022年，BlueTwelve工作室開發的一款第三人稱冒險遊戲，遊戲情景部分參考九龍城寨）

#### 音樂
- 《龍鎮II》（2018年，YoungQueenz的作品）
- 《龍寨EP》（2018年，YoungQueenz發佈的專輯）
- 《九龍レトロ》（2012年，由トーマ作詞作曲並編曲、虛擬歌手GUMI演唱的Vocaloid音樂）

## 参見
- 潘靈卓
- 宋王臺
- 劉細良
- 西柏林
- 九龍街
- 龍津石橋
- 重慶大廈
- 九龍樂善堂
- 城寨英雄
- 情逆三世緣
- 九龍城寨 (漫畫)
- 九龍城寨之圍城
- 恩斯特·台爾曼島
- 嘉法安斯金融中心